# Шахбокс
Шахбо́кс (англ. Chess Boxing) — гибридный вид спорта, комбинация шахмат и бокса в чередующихся раундах. Бои по шахбоксу официально проводятся с 2003 года.

## История
Следуя хронологии активного применения шахмат и бокса, ведущими спортсменами, публично представляющими преимущества обоих видов спорта, являются чемпионы мира по шахматам Макс Эйве (1901 г.—1981 г., Нидерланды) и Бобби Фишер (1943 г.—2008 г., США). Макс Эйве усердно занимался боксом во время подготовки к шахматным турнирам, как и Бобби Фишер. В официальном отчете «Истинная история Бобби Фишера (включая фото)» за 1972 г. он представил широкой публике свою физическую подготовку с боксом, которая помогла ему в его замечательной профессиональной деятельности.
Хотя шахматный бокс ещё не сформировался как официальный гибридный вид спорта (начало 1970-х годов), эта деятельность одного из лучших шахматистов мира, такого как Фишер, безусловно, вдохновила любителей спорта на шахматистов и боксеров. Учитывая блестящую репутацию Фишера во всем мире, можно сказать, что он является одним из пионеров будущего официально установленного вида спорта — шахматного бокса.
Последующий период (после конца 70-х годов XX века) для потенциальной связи шахмат и бокса оформляется в искусстве, кино (например: «Тайна шахматного бокса» он же (Шах и мат ниндзя), «Mystery Of Chessboxing» aka (Ninja Checkmate) (1979 г.)) ; Uuno Turhapuro herra Helsingin herra (1991)) и музыкальной индустрии (например, песня Wu-Tang Clan «Da Mystery of Chessboxin» в их первом альбоме Enter the Wu-Tang (36 камерный) (1993. Wu-Tang производитель RZA), а также предпринимаются попытки параллельно заниматься обоими видами спорта в тренировочном процессе. Идея прямой взаимосвязи шахмат и бокса в единой концепции шахбокс впервые появилась в графическом романе Энки Билала «Froid-Équateur». Голландский перформансист Ипе Рубинг, вдохновлённый этим комикс-романом, воплотил идею в жизнь. 
Шахбокс находится под управлением Всемирной организации шахбокса (WCBO). Девиз WCBO: «Сражения происходят на ринге, а войны ведутся на доске» («Fighting is done in the ring and wars are waged on the board»). Первый чемпионат мира по шахбоксу был проведён в Нидерландах, в Амстердаме, в 2003 году (только в среднем весе). Победителем (по просрочке шахматного времени) стал сам Ипе Рубинг. 1 октября 2005 года был проведён первый чемпионат Европы (Берлин, Германия) по шахбоксу в тяжёлом весе: болгарин Тихомир Доврамаджиев Тичко (Мастер ФИДЕ) выиграл у немца Андреаса Шнайдера в 9-м раунде
3 ноября 2007 года прошёл первый чемпионат мира по шахбоксу в полутяжёлом весе — немец Франк Штольдт победил американца Дэвида Депто (мат в 7-м раунде).
5 июля 2008 года Штольдт уступил свой чемпионский титул россиянину Николаю Сажину (сдача в 5-м раунде)
Также в 2008 году в Лондоне прошел международный шахбокс турнир «KINGS OF COMBAT». Вольфрам фон Штауффенберг (Wolfram Von Stauffenberg, Германия) проиграл Энди 'The Rock' Костелло (Andy Costello Великобритания), Джимбо 'The Slice' Тейлор (Jimbo Taylor, Великобритания) победил Боба 'The Red Kite' Иннеса (Bob Innes, Уэльс), Конрад Рикардсон (Konrad Rikardson, Швеция) победил Тима 'Hippo' Вулгара (Tim Woolgar, Великобритания).
В 2008 году миллиардер, президент ФИДЕ и Республики Калмыкия Кирсан Илюмжинов участвовал в шахбокс-матче. Таким образом, Илюмжинов официально заявил о своей личной поддержке шахбокса, а также Всемирной шахматной федерации, которую он представляет. Восемь лет спустя (в 2016 году), оставаясь действующим президентом ФИДЕ, Илюмжинов публично заявил «Top Sport» о своем желании включить шахбокс в Олимпийские игры.
28 ноября 2009 года в Красноярске состоялся очередной бой за звание чемпиона. Двадцатилетнему Сажину противостоял уроженец белорусского Гомеля семнадцатилетний Лео Крафт по прозвищу «Гранит», ныне представляющий Германию. Сажин вышел на ринг с травмированным коленом. Боксировали соперники с переменным успехом, явного преимущества не было ни у кого. В шахматах соперники разыграли защиту Грюнфельда. В итоге победу в матче одержал Крафт, вынудивший соперника признать поражение за доской.
В 2010 году был представлен первый в истории североамериканский поединок по шахбоксу, который состоялся в субботу, 27 февраля, в спортзале Fortune Gym в Лос-Анджелесе (США). Эндрю, «Сражающийся филантроп / „The Fightin Philanthropist“», дрался с австрийцем Дэвидом «Кинг-Конгом „King Kong“» Пфайфером. Эндрю — менее опытный боец, но более сильный шахматист, поэтому он стремился к открытой игре, а Дэвид старался держать её закрытой. В данном случае преобладали шахматные навыки, так как МакГрегор победил матом в 5-м раунде.
В 2011 году состоялся международный командный бой между национальными представителями Германии и Великобритании (Schachboxen Berlin vs London. Командный матч выигрывает команда Англии со счетом 2:1:
В 2012 (10 октября) году шахбокс дебютировал в Королевском Альберт-холле.
В 2013 году в Москве состоялся чемпионат мира по шахбоксу (Chess Boxing Global). Россиянин Николай Сажин стал чемпионом мира в супертяжелом весе по шахбоксу, с победой над итальянцем Джанлука Сирчи. На турнир вышли спортсмены из Германии, Испании, Италии, России, Беларуси и Индии.
11 октября 2014 году в Лондоне состоялся интернациональный кубок по шахбоксу (SCALA)
В 2015 году россиянин Николай Сажин защитил титул чемпион мира в супертяжелом весе по шахбоксу, с победой над итальянцем Серхио Левека .
14 апреля 2017 года состоялся первый любительский чемпионат мира по шахбоксу — Chessboxing Amateur World Championship (Калькутта, Индия). По результатам российская сборная заняла первое место в командном зачете. Первыми чемпионами мира стали Даниил Соловьёв, Денис Гурба, Дмитрий Печурин, серебряную медаль завоевал Амин Бабашев. Старший тренер и руководитель команды: Марат Шахманов.
25-29 июля 2018 г. состоялся второй любительский чемпионат мира по шахбоксу — Chessboxing Amateur World Championship (Калькутта, Индия).

## Правила
Бой состоит из 11 раундов, нечётные раунды — шахматы (точнее, «быстрые шахматы»), чётные — бокс. Между раундами — пауза продолжительностью в 1 минуту. Контроль времени в шахматной партии — 12 минут на игрока. Один шахматный раунд длится 4 минуты, один боксерский раунд длился в первоначальном варианте 2 минуты. Перед чемпионатом мира 2007 года продолжительность бокс-раундов была увеличена до 3 минут, так как большинство предыдущих матчей были решены за шахматной доской.
Победа может быть достигнута нокаутом, техническим нокаутом, матом, сдачей противником шахматной партии или просрочкой им шахматного времени. Если шахматная партия заканчивается вничью, а в боксе не достигнут нокаут, решает победа по очкам в боксёрских раундах. Если при этом и в боксе присуждена ничья, победа присуждается игравшему чёрными фигурами.
Если боец в течение длительного времени не делает хода в шахматах, он получает предупреждение от шахматного арбитра. Второе предупреждение ведёт к дисквалификации.

## Решения
Матч по шахбоксу может закончиться любым из следующих действий:
- Победа нокаутом или техническим нокаутом в боксе
- Победа матом в шахматах
- Превышение контроля времени в шахматной игре
- Победа из-за дисквалификации судьей, например, из-за неактивности в течение продолжительного игрового времени (шахматы или раунды бокса после нескольких предупреждений).

В случае, если ни один из соперников не выигрывает в шахматы в основное время, шахматная партия заканчивается ничьей, и общий бой выигрывает тот, кто набрал больше очков в боксе. Если и в боксе набрано одинаковое количество очков, то выигрывает боец, который играл в шахматы чёрными фигурами.

## Весовые категории
Как и в боксе, в шахбоксе участники делятся на весовые категории.
Мужчины (17 лет +)
- Легкий вес: макс. 154,324 фунта (70 кг);
- Средний вес: макс. 176,37 фунтов (80 кг);
- Полутяжелый вес: макс. 198,416 фунтов (90 кг);
- Тяжелый вес: 198,416+ фунтов (90+ кг)[65].

### Женщины (17 лет +)
- Легкий вес: макс. 121,254 фунтов (55 кг)
- Средний вес: макс. 143,3 фунта (65 кг)
- Полутяжелый вес: макс. 165,347 фунтов (75 кг)
- Тяжелый вес: 165,347+ фунтов (75+ кг)

Для любительских и юношеских поединков весовые категории градуируются в 5-килограммовых шагах.

## Всемирная шахматная боксерская организация
Всемирная шахматная боксерская организация (WCBO) является ведущей организацией международного любительского шахматного бокса. Она базируется в Берлине, Германии и юридически признана правительством Германии как некоммерческая организация. Иепе Рубинг основал Всемирную организацию шахматного бокса сразу после первого боя в 2003 году. Его целью было и остается создание WCBO как всемирной организации по шахбоксингу. Цель WCBO — собрать и связать все активные шахбоксёрские клубы по всему миру под одной крышей.
В данный момент местные организации и федерации были созданы в ряд стран, при этом Индия в настоящее время возглавляет Всемирную шахбокс федерацию с президентом Монту Дасом после голосования. Это имеет свою логическую последовательность, поскольку в Индии проводились крупномасштабные шахбокс турниры, в которых участвовал ряд групп игроков, таких как дети, мальчики и девочки, а также опытные спортсмены. Это поддерживается государством, которое находит социальный потенциал для развития местной молодежи. К 2021 году более 20 шахбокс организаций, представляющих местные штаты Индии, уже официально зарегистрировались в качестве членов WCBO / CBOI Индия.
Всемирная шахматная боксерская организация (WCBO) образована ассоциированными членами: Chess Boxing Club Berlin (CBCB), Шахматная боксерская организация Индии (CBOI), Шахматная боксерская организация Ирана (CBOIR), Итальянская федерация шахматного бокса (FISP), China Chessboxing (CBCN), Шахматный бокс США, Российская организация шахматного бокса, Мексиканская организация шахматного бокса, шахматный бокс Испании и др. Помимо Всемирной организации шахматного бокса (WCBO) существует также Всемирная ассоциация шахматного бокса (WCBA). Всемирная ассоциация шахматного бокса (WCBA) — это юридически признанная организация шахматного бокса. Она была основана в 2013 году и находится в Лондоне, Англия. Действующий президент Англии Тим Вулгар — чемпион Англии по шахматному боксу. Текущие члены WCBA: Ассоциация шахматного бокса Великобритании, Российская организация шахматного бокса, Федерация шахматного бокса Италии, Ассоциация шахматного бокса Испании и др. Чемпионы WCBO также признаны WCBA.
В 2021 году Всемирная шахбокс организация (WCBO) провела крупный турнир в Индии.

## Всемирный шахбокс
В разное время шахматами и боксом активно занимались и часто пропагандировали известные чемпионы мира, такие как чемпион мира по шахматам Бобби Фишер (США) , чемпионы мира по боксу Леннокс Льюис (Великобритания), Майк Тайсон (США), Мухаммед Али (США), Энтони Джошуа (Великобритания), Виталий и Владимир Кличко (Украина), Александр Усик (Украина), кандидат в президенты страны Мэнни Пакьяо (Филиппины) и другие. Известно, что у шахмат и бокса есть миллионы поклонников по всему миру Это аккумулирует естественный процесс умственного и физического сочетания, который используется в едином виде спорта — шахбокс.

## Шахбокс России
Развитие шахбокса в Российской Федерации: В 2020 г. создана Федерация Шахбокса России (ФШБР). В том же году официальный статус получила Федерация Шахбокса Республики Татарстан (ФШРТ). 

## Шахбокс и СМИ
- WCBO имеет собственное официальное промо видео интро[104]
- В 2008 году американская певица Реб Фонтейн[105] (в настоящее время проживающая в Новой Зеландии) официально выпустила свой музыкальный сингл[106] для TAB из своего альбома «Holster»[107] режиссёра Антона Стила с Реб в главной роли в шахбоксом матче с профессиональным новозеландским боксером в легком весе Диланом Расселом[108].
- В Венгрии в 2012 году шахбокс был представлен[109] профессиональными шахматистами (гроссмейстерами) и многократными чемпионками мира по шахматам среди женщин, сестрами Юдит, Сьюзен и Софией Полгар, которые включили прогрессивный вид спорта в программу организованного ими фестиваля. Чемпион мира по боксу среди профессионалов WBF / IBO Михали Котай[110] принимал участие в шахбокс матче.
- В 2013 году информационно-образовательный телеканал Москва 24[111] выпустил репортаж о популярности шахбокса[112].

- В 2018 году запущен официальный видеоролик «ШАХБОКС ПРОМО»[113]. Клип о подготовке Russia Moscow Team к Интернациональному Кубку по шахбоксу в Москве (28 марта 2018) под эгидой ChessBoxing Federation (Moscow, Russia) и всемирной Федерации шахбокса (WCBO) при поддержке Indigo Capital Partners. Турнир состоялся в рамках большой спортивной Выставки при Министерстве Спорта Российской Федерации. Среди участников Кубка пять кандидатов в мастера спорта по боксу, два мастера спорта по кикбоксингу, один профессиональный боксёр (рекорд 3-0), два мастера, три кандидата в мастера по шахматам, — три чемпиона мира по шахбоксу, один чемпион Европы и один серебряный призёр чемпионата мира по шахбоксу. Клип создан при поддержке Indigo Capital Partners. Автор клипа: Рафаэль Тимербаев. Шахбокс — анонс турнира / Chess Boxing 28 Марта 2018, КВЦ[114][115].
- В 2018 году был представлен итальянский фильм о шахбоксе с автором Алессандро Миньяккой:: «PERFECT! King Of Fist — Chess Boxing». Лауреат премии Oniros Film Awards за лучшую пилотажную программу 2018; Победитель окончательный проект на партнере кинофестиваля Oniros 2019; (лучшее повествование в сериале); Победитель калькуттского международного кинофестиваля 2019; (лучшая программа) Победитель международного фестиваля пять континентов 2019 (лучший пилот); Победитель международного кинофестиваля чхатрапати шиваджи 2019[116].
- В 2019 году была официально представлена книга С. Дэвиса (Stephen Davies[117]) «Chessboxer»[118][119].

- 2019 RedBull TV[120] официально запустил документальный фильм о шахбоксе[121].
- В 2020 году ФИДЕ — Международная шахматная федерация представила на своей официальной странице в Facebook публикацию о шахбоксе[122].
- В 2020 году на международном турнире по шахбоксу, проходившем в Нидерландах, K1 многократный чемпион мира по кикбоксингу Реми Боньяски[123] поддержал мероприятие в качестве комментатора[124]. Турнир имеет особое значение, потому что спустя 17 лет шахбокс возвращается на родину, где проводился первый чемпионат мира[125].
- После большого успеха сериала Netflix «Ход королевы»[126][127] («The Queen’s Gambit», 2020[128][129]) в интервью ведущей актрисе фильма Аня Тейлор-Джой (Anya Taylor-Joy[130]) для Журнал Vogue[131] представляет шахматы как любимый вид спорта. «Ход королевы» — это 7-серийный оригинал Netflix. Каждая серия длится около 60 минут. Сериал адаптирован по книге Вальтера Тевиса (Walter Tevis)[132][133]. Специальными консультантами для этого мини-сериала являются чемпион мира по шахматам среди гроссмейстеров Гарри Каспаров и Брюс Пандольфини (Bruce Pandolfini), а также первый президент Всемирной организации шахбокса WCBO Ипе Рубинг[134][135][136]. В начале 2021 года «Ход королевы» выиграл Золотой глобус[137] за лучшее телевидение, лимитированное издание, антологию или телевидение. Аня Тейлор-Джой получила «Золотой глобус» за лучшую женскую роль в лимитированном тираже, антологии или телефильме за роль Бет Хармон в «Ход королевы»[138]. Сериал «Ход королевы» выиграл 11 Эмми из 18 номинаций[139][140][141] и стал лучшим за 2021 г.[142]. В связи с мировым успехом фильма популярный журнал GQ провел параллель между главной героиней фильма Бет Хармон (Аня Тейлор-Джой) и биографией чемпиона мира по шахматам, американского гроссмейстера Бобби Фишера[143], для которого также был снят успешный спортивный биографический фильм под названием «Жертва пешки / Pawn Sacrifice (2014)» с Тоби Магуайром в главной роли[144]. Либби Хилл для IndieWire[145] проводит параллель между мотивами главных героев в спортивных фильмах, где шахматы и бокс имеют первостепенное значение, и сравнивает «Ход королевы» с «Рокки»[146].
- В начале 2021 года российское СМИ RT публично продвигала шахбокс в презентационном видео, обращая внимание на популярность этого вида спорта во всем мире и его перспективы включения в Олимпийские игры[147].
- В 2023 году «Best Documentary» (2,18 миллиона подписчиков) выпустил документальный фильм о шахбоксе как очень важном для спортивного формирования молодежи и тренировки самообороны и дисциплины. Выбранный регион — Индия, но информация общая для каждого региона. Видео показывает реальный пример молодых людей, которые нашли мотивацию для реализации в жизни[148].

## Шахбокс Рекорды
- МИРОВЫЕ РЕКОРДЫ ГИННЕСА: Первый чемпион мира по шахбоксу. Президент и основатель WCBO Ипе Рубинг (Iepe Rubingh) занесен в Книгу рекордов Гиннеса как первый чемпион мира по шахбоксу (НИДЕРЛАНДЫ (АМСТЕРДАМ) 2003)[149].
- МИРОВЫЕ РЕКОРДЫ ГИННЕСА: Самый продолжительный чемпионат по шахбоксу[150].